# Nitro Records
Nitro Records ist ein US-amerikanisches Independent-Label, das sich auf Punk konzentriert.
Das Label wurde 1995 von The-Offspring-Sänger Dexter Holland und The-Offspring-Bassist Greg Kriesel gegründet. Es hat einige Punk-Rock-Bands erfolgreich gemacht, wie zum Beispiel AFI mit ihrem Album The Art Of Drowning (2000). Außerdem wurde 1995 das erste The-Offspring-Album von 1989 erneut veröffentlicht.

## Bands bei Nitro Records
- 30 Foot Fall
- A Wilhelm Scream
- AFI
- The Aquabats
- Bodyjar
- Bullet Train To Vegas
- Crime in Stereo
- The Damned
- Divit
- Don’t Look Down
- Enemy You
- Ensign
- Exene Cervenka and the Original Sinners
- Guttermouth
- Hit The Switch
- Jugg's Revenge
- The Letters Organize
- Lost City Angels
- Much The Same
- No Trigger
- One Hit Wonder
- Rufio
- Sloppy Seconds
- Son of Sam
- theSTART
- Stavesacre
- TSOL
- The Turbo A.C.’s
- The Vandals